# Theodor Nordmann
Theodor Nordmann (18 de dezembro de 1918 - 19 de janeiro de 1945) foi um piloto alemão da Luftwaffe durante a Segunda Guerra Mundial. Voou cerca de 1200 missões de combate, nas quais abateu uma aeronave inimiga, 80 tanques e 43 mil toneladas de tonelagem de arqueação bruta.